# Бачина (Хорватія)
43°05′ пн. ш. 17°23′ сх. д. / 43.08° пн. ш. 17.38° сх. д.
Бачина (хорв. Baćina) — населений пункт у Хорватії, у Дубровницько-Неретванській жупанії у складі міста Плоче.

## Населення
Населення за даними перепису 2011 року становило 572 осіб.
Динаміка чисельності населення поселення: